# Geschützter Landschaftsbestandteil Heimecke mit Ufergehölzen
Der Geschützte Landschaftsbestandteil Heimecke mit Ufergehölzen mit 1,23 Hektar Flächengröße liegt nordöstlich Uentrop im Stadtgebiet von Arnsberg im Hochsauerlandkreis. Die Fläche wurde 1998 mit dem Landschaftsplan Arnsberg durch den Kreistag des Hochsauerlandkreises als Geschützter Landschaftsbestandteil (LB) mit einer Flächengröße von 0,91 ha ausgewiesen. 2021 wurde der LB bei der Neuaufstellung des Landschaftsplans mit neuem Namen und vergrößert erneut ausgewiesen. Westlich grenzt die Bebauung teils direkt an.

## Beschreibung
Der LB handelt es sich um den naturnahen Bach Heimecke in einem steil eingeschnittene Tälchen. Am Bach stehen Erlen-Ufergehölze. Auch Nassweiden und feuchte Hochstaudenfluren gehören zum Schutzgebiet. Bach und Grünland waren bei der Ausweisung 2021 stellenweise durch Trittschäden des Weideviehs beeinträchtigt.
Der Landschaftsplan führte 1998 zum Wert des LB aus: „Die Fläche hat lokale Bedeutung zur Belebung des Landschaftsbildes sowie als Lebensraum für Amphibien und Wasserinsekten.“

## Schutzgrund, Verbote und Gebote
Der Geschützte Landschaftsbestandteile haben laut Landschaftsplan eine besondere Funktion für die Gliederung und Belebung des Landschaftsbildes bzw. des umgebenden Offenlandes. Es kommt solchen Objekten in der Regel eine erhöhte Bedeutung als Bruthabitat für Hecken- und Gebüschbrüter zu. Laut Landschaftsplan sind Geschützte Landschaftsbestandteile im Plangebiet durch seinen eigenständigen Charakter deutlich von der sie umgebenden „normalen“ Wald- und Feld-Landschaft zu unterscheiden.
Wie bei allen LB ist es verboten diese zu beschädigen, auszureißen, auszugraben oder Teile davon abzutrennen oder auf andere Weise in seinem Wachstum oder Erscheinungsbild zu beeinträchtigen. Unberührt ist jedoch die ordnungsgemäße Pflege eines LB.
Das LB soll laut Landschaftsplan „durch geeignete Pflegemaßnahmen erhalten werden, solange der dafür erforderliche Aufwand in Abwägung mit ihrer jeweiligen Bedeutung für Natur und Landschaft gerechtfertigt ist.“